# F-iV
F-iV(파이브)는 대한민국의 4인조 남성그룹이다. F(에프)는 팬들을 뜻하고 로마 숫자 iv(4)는 멤버들의 수를 뜻해, 더하면 파이브(Five) 다섯명이 된다는 뜻으로 만들어진 그룹이다. 장해영,서지원,김현수,우정태의 멤버로 2002년 9월25일 첫 데뷔하였다. 멤버 김현수가 작곡한 데뷔곡 'Girl'로 많은 사랑을 얻은 파이브는 연이어'반지'등을 후속곡으로 사용하면서 대중에게 아이돌로서 어필한다. 리더 서지원이 각종 예능활동을 하였다. 오랜 공백기 이후 방시혁 작사작곡의 2집 타이틀곡 "I'm sorry"로 컴백하여 가창력 있는 그룹으로서의 활동을 시작한다. 2집 활동 중 멤버들의 군입대 문제와 관련하여 활동 휴지기를 가졌으며 그 기간 동안 메인보컬 장해영은 "Merry christmas", "못생겨서 미안해요" 등으로 솔로 활동을 하였다. 이후 리더 서지원은 배우로, 우정태와 김현수는 각자의 사업으로, 장해영은 솔로 가수로 각기 바쁘게 활동해오다가 2012년 2월, 오랜 시간을 잊지 않고 기다려준 팬들의 사랑에 보답하기 위하여 의기투합, 스페셜앨범 "Thank you"를 발매한 뒤 각자 활동에 매진해 있다.

## 구성원
- 서지원 : 1980년 2월 23일(45세) (리더,배우) 배우 신연숙의 아들
- 장해영 : 1981년 4월 26일(43세) (메인보컬)
- 우정태 : 1981년 2월 25일(44세) (보컬,무역업)
- 김현수 : 1980년 6월 24일(44세) (작곡,패션업)

## 발매 음반
- 1집 《F-IV [faiv]》(2002년 9월 25일)
- 2집 《[F-iV Story]》(2004년 3월 30일)
- 스페셜 앨범 《Thank You》(2012년 2월 6일)